# Iwan Wladimirowitsch Zwetajew

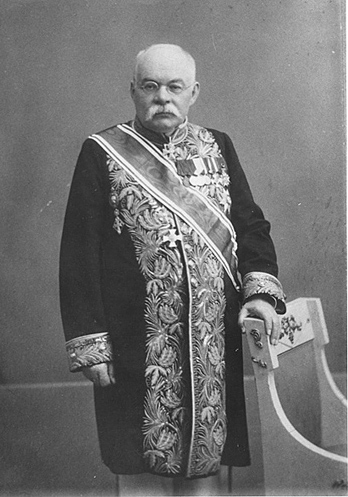
Iwan Zwetajew (1913)

Iwan Wladimirowitsch Zwetajew (russisch Ива́н Влади́мирович Цвета́ев; * 4. Maijul. / 16. Mai 1847greg. im Amtsbezirk Schuja; † 30. Augustjul. / 12. September 1913greg. in Moskau) war ein russischer Historiker, Archäologe, Altphilologe und Kunsthistoriker.

## Leben
Iwan Zwetajew war Sohn des Dorfpriesters Wladimir Wassilewitsch Zwetajew (1818–1884) und seiner Frau Jekaterina Wassilewna (1824–1859). Nach dem frühen Tod der Mutter erzog der Vater seine vier Söhne allein in Richtung auf einen geistlichen Beruf. Iwan besuchte sechs Jahre lang die Priesterschule in Schuja und studierte dann weitere sechs Jahre am Priesterseminar in Wladimir. Danach trat er in die Medizinisch-Chirurgische Akademie ein, verließ sie aber bald aus gesundheitlichen Gründen und studierte nun an der Universität St. Petersburg in der Klassik-Abteilung der Historisch-Philologischen Fakultät. 1870 schloss er das Studium ab als Kandidat der Wissenschaften.
1871 unterrichtete Zwetajew Griechisch an einem der Petersburger Gymnasien. 1872 wurde er Dozent an der Kaiserlichen Universität Warschau, an der er sich 1873 mit der Dissertation Cornelii Taciti Germania. I. Versuch eines kritischen Text-Kommentars habilitierte.
1874 reiste Zwetajew nach Italien zum Studium der alt-italischen Sprachen und Schriften. 1876 wurde er an die Kiewer St. Wladimir-Universität berufen, aber schon ein Jahr später bekam er den Ruf an die Universität Moskau für die Latein-Lehre am Lehrstuhl für Römische Literatur.
Unter dem Einfluss seiner Frau Warwara Dmitrijewna geb. Ilowaiskaja wandte Zwetajew sich von der Altphilologie ab und der Antike zu. Seit 1881 arbeitete er im Moskauer Rumjanzew-Museum, dessen Direktor er 1900–1910 war. 1888 wurde er Ehrenmitglied der Universität Bologna. 1889 übernahm er den Lehrstuhl für Theorie und Geschichte der Kunst der Moskauer Universität. Zeitweise arbeitete er eng mit der Zeitschrift Philologie-Rundschau zusammen.
1894 auf dem Ersten Kongress der Künstler und Kunstliebhaber rief Zwetajew auf zum Aufbau eines neuen Museums der Schönen Künste in Moskau. Der Plan dazu entstand 1893 anlässlich eines Besuches des Dresdener Albertinums, mit dessen Leiter der Skulpturensammlung Georg Treu ihn eine lebenslange Freundschaft verband. Ein Wettbewerb wurde ausgeschrieben, den der Architekt Roman Iwanowitsch Klein gewann. 1897 lernte Zwetajew den Millionär Jurij Stepanowitsch Netschajew-Malzow kennen, der nun Haupt-Geldgeber für das Museum wurde. 1899 erfolgte die feierliche Grundsteinlegung, und 1912 wurde das Museum der Schönen Künste, das heutige Puschkin-Museum, eröffnet. Zwetajew war der erste Direktor bis zu seinem Tode. Seit 1904 war er korrespondierendes Mitglied der Petersburger Akademie der Wissenschaften in der Philologie- und Archäologie-Klasse, und er war Geheimrat.
Zwetajew hatte mit seiner ersten Frau Warwara Dmitrijewna geb. Ilowaiskaja (1858–1890), Tochter des Historikers Dmitrij Iwanowitsch Ilowaiskij, eine Tochter Walerija (1883–1966), Dozentin an der Kunsthochschule Wchutemas, und einen Sohn Andrej (1890–1933). Mit seiner zweiten Frau Marija Aleksandrowna geb. Meyn (1868–1906) hatte er zwei Töchter, die Dichterin Marina Iwanowna Zwetajewa (1892–1941) und die Schriftstellerin Anastasija Iwanowna Zwetajewa (1894–1993). Auf der Suche nach Heilung für seine lungenkranke Frau besuchte er 1904 mit ihr und den Töchtern u. a. Horben, Freiburg und St. Blasien.
Zwetajew wurde auf dem Moskauer Wagankowoer Friedhof begraben.